# Theridion retrocitum
Theridion retrocitum là một loài nhện trong họ Theridiidae.
Loài này thuộc chi Theridion. Theridion retrocitum được Eugène Simon miêu tả năm 1909.